# Gunnar Olsson (football, 1901)
Pour les articles homonymes, voir Gunnar Olsson.
Gunnar Arvid Olsson, né le 27 mars 1901 à Helsingborg et mort le 4 mai 1960 à Helsingborg, est un footballeur international suédois. Il évoluait au poste d'attaquant.

## Biographie

### En club
Gunnar Olsson est joueur du Helsingborgs IF de 1922 à 1933.
Il est sacré champion de Suède à trois reprises lors des saisons 1928-29, 1929-30 et 1932-33 avec Helsingborgs.

### En équipe nationale
International suédois, Gunnar Olsson dispute 10 matchs et inscrit 4 buts en équipe nationale suédoise de 1923 à 1930,.
Il dispute son premier match en sélection le 21 mai 1923 contre l'Angleterre en amical (défaite 2-4 à Stockholm).
Olsson inscrit ses 4 buts en sélection lors d'amicaux, le premier lors d'un match le 10 juin 1923 contre l'Autriche (victoire 4-2 à Göteborg).
Il fait partie de l'équipe suédoise médaillée de bronze des Jeux olympiques de 1924 mais ne dispute aucun match lors du tournoi.
Son dernier match en sélection a lieu le 10 juillet 1932 contre la Pologne en amical (défaite 0-2 à Varsovie).

## Palmarès
| \| Helsingborgs IF - Championnat de Suède (3) : - Champion : 1928-29, 1929-30 et 1932-33. \| |  | Suède - Jeux olympiques : - Bronze : 1924. |
| Helsingborgs IF - Championnat de Suède (3) : - Champion : 1928-29, 1929-30 et 1932-33.       |  |                                            |